# 小行星7395
小行星7395是一颗围绕太阳公转的小行星。1985年9月10日，茲丹卡·瓦弗洛娃在克萊季发现了此天体。
这颗小行星的绝对星等为126.27263等。